# Frankfurtski metro
Frankfurtski metro (na njemačkom jeziku: U-Bahn Frankfurt) sustav je podzemnog javnog prijevoza u njemačkom gradu Frankfurtu na Majni. Dnevno prevozi oko 310.000 putnika. Uz ovaj sustav u Frankfurtu na Majni još se koristi i S-Bahn, prigradska željeznica koja kroz širi centar grada također prometuje pod zemljom.

## Povijest
Frankfurtski metro pušten je u promet dana 10. listopada 1968. godine. Prva linija bila je U1, a povezivala je Ginnheim s Južnim željezničkim kolodvorom.

## Osnovne informacije
Ukupna duljina tračnica iznosi 65 km, a broj postaja je 87. Vlakovi prometuju na 9 linija, od kojih je svaka označena drugim brojem i drugom bojom: U1 – crvena, U2 – svijetlozelena, U3 – ljubičasta, U4 – ružičasta, U5 – tamnozelena, U6 – plava, U7 – narančasta, U8 – žuta te U9 – smeđa. 
Zanimljivo je i to kako linije U2 i U3 čak i prelaze granice grada te povezuju Frankfut na Majni sa susjednim gradovima Bad Homburgom i Oberurselom. Otprilike 60% ukupnog sustava prometuje pod zemljom, dok je ostali dio nadzeman. Najveća brzina koju vlakovi postižu je 80 km/h, a voze u taktu od 5 minuta (radnim danom, a nedjeljom i praznikom neznatno rjeđe). Prijevozom upravlja tvrtka RMV (Rhein – Main – Verkehrsverbund, na hrvatskom jeziku: Prometna uprava regije Rajna – Majna).